# Yamana Ayao
Fumio Yamana o Yamana Ayao (17 de julio de 1897-14 de enero de 1980) fue un diseñador gráfico e ilustrador japonés fuertemente influenciado por el art déco francés. Es conocido por ser uno de los pioneros en el diseño gráfico de Japón y por su trabajo para la compañía fabricante de cosméticos Shiseido Co.

## Carrera
Yamana Ayao nació en Hiroshima en el año 1897. Luego de graduarse de la Escuela Secundaria Wakayama en 1916, se matriculó en el atelier de Akamatsu Rinsaku en Osaka para estudiar pintura extranjera y en 1923 se unió a Plato Publishing como diseñador e ilustrador. Trabajando allí manejó el dibujo y el corte de la revista literaria Women y la revista de entretenimiento Pleasure lanzada el próximo año. 
En 1929, Yamana se trasladó al Departamento de Diseño de la compañía de cosméticos japonesa Shiseido, donde contribuyó a la comercialización de los productos de esta compañía y desempeñó un papel decisivo en la formación de la percepción de los mismos. En 1931, Participó en Nippon Kobo presidido por Natori Yosunosuke y estuvo a cargo del diseño editorial de la revista de publicidad extranjera Nippon. En 1947, Yamana fue nombrado profesor en el Departamento de Diseño de la Escuela de Arte Tama (ahora Tama Art University) y participó en la formación del grupo de investigación de tecnología de prensa (Press Technology Research Group). En 1951, participó en la creación de la Asociación de Arte Promocional de Japón (Nominumi), convirtiéndose en su primer presidente.
En 1955 recibió el primer Daily Industrial Design Award Service Award y ese mismo año se convirtió en asesor de Shiseido. 
El 14 de enero de 1980 Yamana Ayao falleció en Tokio, Japón a la edad de 82 años

## Legado
Después de su muerte, el club de publicidad japonés estableció el "Premio Yamana", y en 1985 el Club de Directores de Arte de Tokio lo seleccionó para ser parte del recién creado Salón de la Fama.

## Publicaciones
Ayao Yamana Graphic Design